# Trest smrti v Arménii
Trest smrti v Arménii byl implementován v arménském trestním zákoníku a v ústavě až do její novelizace v roce 2003. Původ zavedení trestu smrti v Arménii není znám, zůstal však zachován i v arménském trestním zákoníku z roku 1961, který byl uplatňován až do roku 1999. Trest smrti byl začleněn do arménské legislativy a udílen za hrdelní zločiny, jako byla velezrada, špionáž, vražda prvního stupně, teroristický čin či závažné vojenské zločiny.
Poslední veřejně známý rozsudek smrti v Arménii byl udělen v roce 1991. Poté bylo na trest smrti uvaleno moratorium a trest smrti se stal terčem ostré kritiky jak národních tak mezinárodních organizací.

## Historie
Použití trestu smrti v Arménii během moderní doby se datuje k přijetí trestního zákoníku z roku 1961. Ten byl přijat v době, kdy byla země členem Svazu sovětských socialistických republik. Podle tohoto zákoníků mohl být trest smrti udělen za šestnáct válečných zločinů a za osmnáct civilních trestných činů. Po vyhlášení nezávislosti Arménie pozastavila používání trestu smrti, přestože i nadále používala trestní zákoník z roku 1961, který soudům umožňoval legálně odsoudit pachatele k trestu smrti.
V únoru 1991 byla blíže neuvedená osoba souzena za spáchání vraždy prvního stupně a odsouzena k trestu smrti. Byla popravena jedinou střelou do hlavy. Bylo to naposledy, kdy byl v Arménii použit trestní zákoník z roku 1961 k odsouzení pachatele k trestu smrti a u něhož byl rozsudek vykonán. Byl to poslední případ vykonání takového rozsudku v Arménii. Přesto soudy od roku 1990 do oficiálního zrušení trestu smrti vynesly dalších 13 rozsudků smrti.

### Reforma
V roce 1992 došlo k reformě arménského trestního zákoníku z roku 1961. Demokratická vláda rozhodla ze zákoníku odstranit dva civilní trestné činy, a to spekulace a rozkrádání majetku, za které mohl být udělen trest smrti. Počet hrdelních zločinů se tak snížil na 32.
V roce 1995 byla reformována arménská ústava, ve které zůstal trest smrti zakotven. V kapitole 2 článku 17 nové ústavy se uvádí: „Každý má právo na život. Do doby, než bude zrušen, může být trest smrti zákonem předepsán za konkrétní hrdelní zločiny jako výjimečný trest.“ Zároveň byl z trestního zákoníku odstraněn další hrdelní zločin, dezerce. Pokračující existence trestu smrti v arménské ústavě vyvolala kritiku Amnesty International.
Poté, co byla na počátku roku 2001 Arménie přijata do Rady Evropy, byl na zemi vyvíjen tlak, aby zcela zrušila trest smrti. Rada Evropy zavedla zrušení trestu smrti jako nezbytnou podmínku pro členství a Arménie musela podepsat protokol č. 6 Úmluvy o ochraně lidských práv a základních svobod. Tato úmluvu zavedla, že právo na život každého jedince je chráněno zákonem a podle protokolu č. 6 má být zrušen trest smrti. Arménská loajalita k této úmluvě byla podrobena testu poté, co pět pachatelů zastřelilo v parlamentu úřadujícího předsedu vlády a další vládní úředníky.

### Zrušení trestu smrti
V roce 2003 došlo k přepracování zastaralého trestního zákoníku a k 1. srpnu 2003 byl zaveden nový arménský trestní zákoník. Tato změna fakticky vedla k ukončení trestu smrti, který nemohl být aplikován u pachatelů obviněných po přijetí tohoto nového zákoníku. Zločinci odsouzení před jeho přijetím mohli být legálně odsouzeni k trestu smrti. Kromě toho 29. září 2003 Arménie ratifikovala protokol č. 6 Úmluvy o ochraně lidských práv a základních svobod, který vešel v platnost 1. října 2003. Tento protokol zakazoval používání trestu smrti v době míru.
Arménie nahradila trest smrti u hrdelních zločinů trestem doživotního vězení. Zároveň 38 již udělených, ale nevykonaných rozsudků smrti, bylo změněno na doživotí. Podle § 60 odst. 1 trestního zákoníku se doživotním trestem rozumí „izolace odsouzeného ve formě držení v nápravném ústavu bez časového omezení“. Od roku 2003 mohou být pachatelé v Arménii odsouzeni na doživotí za šest trestných činů. Těmi jsou vražda, genocida, použití zakázaných metod války, terorismus proti představiteli cizí země nebo mezinárodní organizace, mezinárodní terorismus a zločiny proti lidské bezpečnosti.
V roce 2005 byla novelizována arménská ústava, ze které byl úplně odstraněn trest smrti. Dne 19. května 2006 Arménie podepsala protokol č. 13 Úmluvy o ochraně lidských práv a základních svobod. Protokol č. 13 zakazuje jakékoliv uplatňování trestu smrti, a to i v době války. Do roku 2021 však Arménie protokol č. 13 neratifikovala a ani v této zemi nevstoupil v platnost. Podle článku 6 arménské ústavy mezinárodní smlouvy v zemi nevstupují v právní platnost, dokud nejsou ratifikovány.

## Hrdelní zločiny
V Arménii byly v letech 1961 až 2003 za hrdelní zločiny považovány závažné trestné činy, za které mohl být udělen trest smrti. Trestní zákoník z roku 1961 dělil tyto zločiny do dvou kategorií, a to na zločiny spáchané v době míru a na zločiny v době války (včetně válečných zločinů).

### Zločiny v době míru
Před revizí arménského trestního zákoníku v roce 1992 existovalo v Arménii 18 zločinů v době míru, za které mohl být udělen trest smrti. Byly to velezrada, špionáž, terorismus proti představitelům cizích států, padělání hotovosti a její distribuce, rozkrádání státního nebo společného majetku, sabotáž, organizační činy směřující k páchání těžkých zločinů proti státu, těžké zločiny proti jinému dělnickému státu, znásilnění s přitěžujícími okolnostmi, spekulace, činnost narušující práci nápravných pracovněprávních institucí, přijímání úplatků, únos letadla, banditismus, narušování života policisty nebo příslušníka lidové stráže, úkladná vražda za přitěžujících okolností a vyhýbání se mobilizaci.
V roce 1991 byly ze seznamu hrdelních zločinů škrtnuty trestný čin spekulace a rozkrádání majetku. Od přijetí nového trestního zákoníku v roce 2003 již nadále nebylo možné za žádný zločin spáchaný v době míru udělit trest smrti.

### Zločiny v době války
Před revizí arménského trestního zákoníku v roce 1992 existovalo v Arménii 16 hrdelních zločinů v době války. Tyto zločiny mohl primárně spáchat pouze příslušník ozbrojených sil. Mezi tyto zločiny patřila dezerce, neposlušnost, násilné činy proti nadřízenému důstojníkovi, úmyslné ničení nebo poškozování vojenského majetku, kladení odporu nadřízenému nebo jeho nucení k porušování úředních povinností, zneužívání pravomoci, překračování pravomocí a nedbalost vůči svěřené povinnosti, drancování, dobrovolné odejití do zajetí, opuštění lodi, neoprávněné opuštění bojiště nebo odmítnutí použít zbraň, porušení pravidel pro provádění bojové hlídky, porušení služebních předpisů pro strážní službu, odevzdání nebo předání něčeho nepříteli jako prostředek vedení války, útěk z vojenské služby sebezmrzačením nebo jakýmkoliv jiným způsobem a neoprávněné opuštění jednotky v bojové situaci.
V roce 1995 byla ze seznamu hrdelních zločinů vynechána dezerce. Od přijetí nového trestního zákoníku v roce 2003 tyto zločiny již nepodléhají trestu smrti.